# Vojtech Hučka
Vojtech Hučka (24. ledna 1948 - 30. srpna 2020) byl slovenský a československý politik a bezpartijní poslanec Sněmovny národů Federálního shromáždění za normalizace.

## Biografie
K roku 1976 se profesně uváděl jako dílovedoucí. Ve volbách roku 1976 zasedl do slovenské části Sněmovny národů (volební obvod č. 93 - Zlaté Moravce, Západoslovenský kraj). Ve Federálním shromáždění setrval do konce funkčního období, tedy do voleb roku 1981.